# 麗新集團

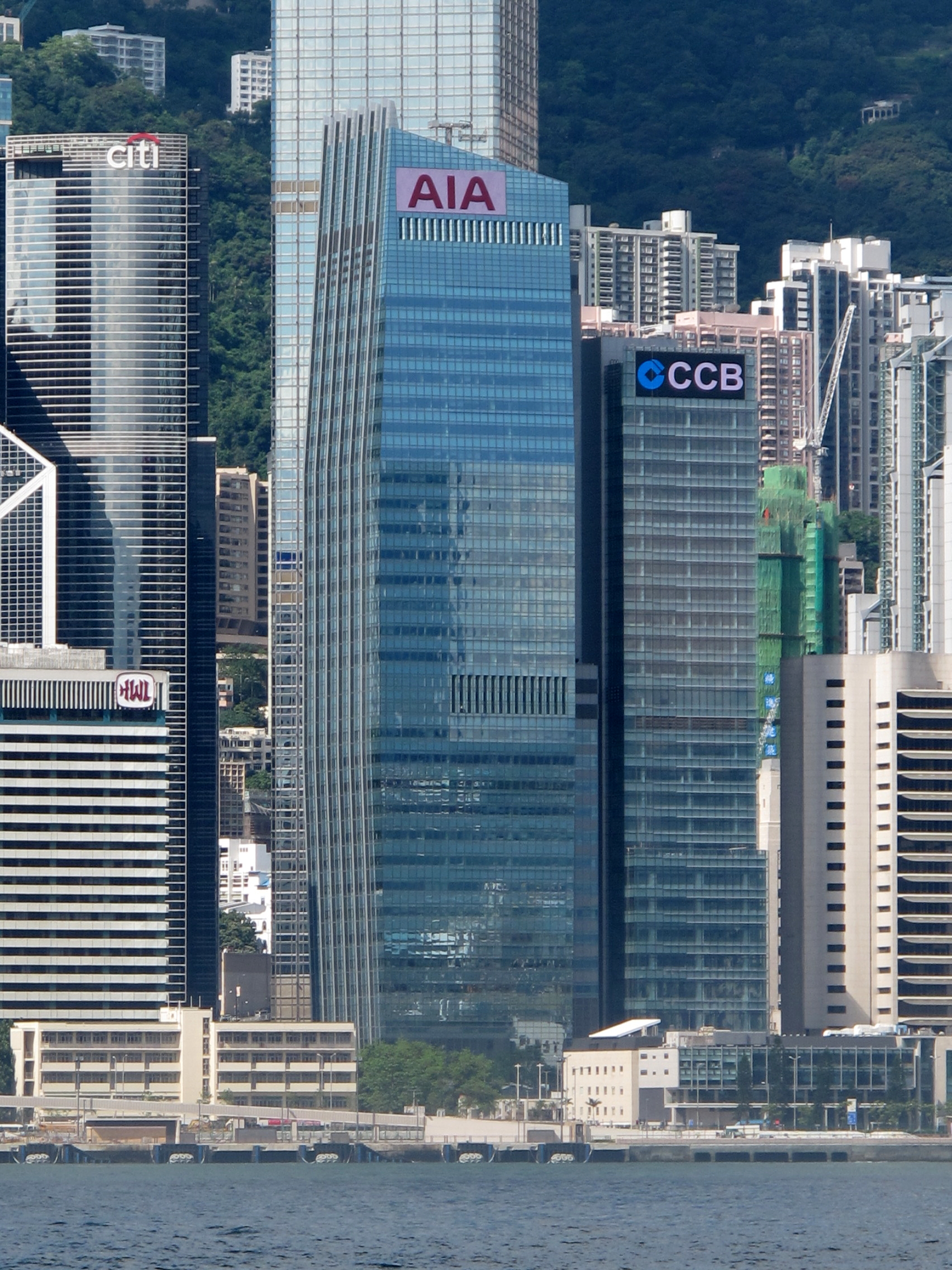
總部位於友邦金融中心19樓

麗新集團（英文：Lai Sun Group）是香港一家綜合企業集團，由已故製衣及地產商人林百欣及其家族於1947年創辦。早年為成衣製造商，1972年在當時的香港證券交易所上市。丽新集团现任董事會主席为林建岳。
經過多年發展，現時集團主要業務為物業發展、物業投資、中國物業、酒店業、電訊、傳媒及娛樂等。旗下多間公司皆於香港交易所上市。與主要子公司常被合稱為「麗新系」。
麗新集團的總部设在中环干诺道中一号友邦金融中心十九楼。
麗新集團成員公司包括：
- 麗新國際 （Lai Sun Garment International, Limited）（港交所：0191）
- 麗新發展有限公司 （Lai Sun Development Company, Limited）（港交所：0488）
- 豐德麗控股有限公司（港交所：0571）
- 麗豐控股有限公司（港交所：1125）
- 寰亚传媒集团有限公司（港交所：8075）
- 麗新餐飲管理有限公司
- 高樂服務有限公司

由於通過一系列財務措施、重組控股架構、資产優化截至2023年9月系內公司總資產升到860億港元，淨資產320億港元

## 歷史
麗新製衣在戰前已設立，當時僅是一間規模細小的製衣工場，1950年開始由林百欣接辦。林百欣原籍廣東潮陽，1914年出生，早年曾在一家汕頭銀行任職，1945年移居香港，初期做成衣推銷員，稍後在深水涉元洲街開設成福織造廠，1950年接辦麗新製衣廠。麗新製衣在深水涉基隆街僅得兩間鋪位，主要製造恤衫，銷往東南亞各國。五十年代，麗新製衣積極拓展新市場，當時，麗新接到一份東非訂單，訂製700打恤衫，要求限期送貨，其時香港每月僅有一班輪船從日本經香港駛往非洲，在香港僅停留三、四天，麗新即從日本訂購人造纖維布料，爭取在停泊香港期間完工並及時送貸。林百欣憶述：「船到後，我們到碼頭收貨，一定要在船離港直航非洲之前把製成的恤衫落貨，如果不能用同一班船運往東非，信用必然過期，結果，全廠通宵開裁，翌早外發車縫，再回廠上領，釘鈕…至包裝，一切工序，在三天之內完成，及時將貨送上船，打破一切紀錄。」林氏還表示：「當時全靠上上下下齊心拼勁，能人所不能，假如是今日的分科流水作業生產方式，根本做不到。」林百欣這番話，形象生動地反映香港製造商當年艱苦創業情景及其高效率，結果，林百欣成功開闢非洲市場，並被同業冠以「非洲王」稱號。
1959年，麗新在香港註冊為有限公司，並成功將產品打入英美市場。1964年，麗新製衣遷入青山道一幢自置的3層廠廈，生意愈做愈大。當時，因為要從臺灣購買呢絨、燈蕊絨布等布料，為確保布料來源，麗新收購了臺灣上市公司民興紡織大部分股權，該廠擁有2萬枚紗錠，規模頗具。到六十年代後期，麗新製衣的產品已遠銷英、美、德和加拿大，成為香港主要的成衣製造商之一。
1972年，林百欣趁香港股市高潮將麗新製衣在香港上市，並將上市所籌得的資金用於更新設備，購量先進製衣機器，擴建廠房。當時，麗新製衣已成為香港最大的紡織品配額持有人之一。七十年代，林百欣憑多年辦廠經驗，看到投資地產的潛力，遂將公司剩餘資金用於購地興建廠房，用作收租。1980年，麗新旗下投資廠房面積己逾100萬方呎，每年提供的租金收入達7,000万港元。地產收益已逐漸成為麗新的重要收益來源。1983年，香港地產低潮，當時大部份地產商或受之前地產狂潮所累，或對香港前景抱觀望態度，麗新卻將從製衣及配額賺取的資金，悉數投入地產，最初吸納的主要是九龍塘至窩打老道一帶的貴重住宅用地，1985年地產復甦時，麗新的實力已不同凡嚮。
1987年，林百欣在赴美留學歸來的次子林建岳協助下大展拳腳，同年9月，林氏透過麗新製衣斥資7.92億港元向陳俊家族購入上市公司鱷魚恤60％股權。鱷魚恤在香港可說早已家喻戶曉，其歷史最早可追溯到二十世紀初葉，1910年一家德國公司在香港註冊「鱷魚恤」商標，從事出口業務，五十年代初這盤生意輾轉傳至陳氏家族。鱷魚恤於1961年註冊為有限公司，1971年在香港上市，到八十年代中期已發展為外銷與本銷並重的製衣集團，在港九各區擁有逾30間鱷魚恤零售店，並在中區擁有鱷魚恤大廈作為集團總部。
1987年，陳俊家族因對香港前途信心不足，準備移民加拿大，遂將鱷魚恤控制權出售，但仍持有10%股權。
麗新收購鱷魚恤後，於同年10月重組集團架構，成立麗新製衣國際有限公司，作為集團控股公司，向麗新製衣購入包括鱷魚恤在內的全部製衣業務，同年12月在香港上市。麗新製衣則改名為麗新發展有限公司，專責地產發展業務。麗新發展分拆後在地產發展方面更加進取，先後興建銅鑼灣廣場、長沙灣商業廣場，麗新廣場等，成為香港股市中的中型地產集團。1988年，麗新發展和林氏家族再展開收購行動，先後收購經營北美洲酒店業務的景耀國際逾六成股權及亞洲電視逾四成股權。這時，林氏家族透過麗新國際，控制上市公司已增加到4家，躋身香港華資大財團之列。
2012年，由原思捷環球財務董事周福安出任麗豐控股主席，並開始進行一系列財技包括合拼系內公司資產負債表、改變集團控股結構，令手上現金超過一百三十億，擴大資產，掃入多塊地皮，2023年集团的總資產升到860亿港元，浄資產升到320億港元
麗新集團旗下的珠海子公司永輝基業有限公司，2013年9月24日以底價26億元拿下橫琴一塊面積約13萬平方米的文化創意產業及商服用地，樓面地價2,010元/平方米。
麗新集團旗下的丽丰控股（港交所：1125）丰德丽控股（港交所：0571）联合宣布，丽丰附属永辉基业在2013年9月24日投得珠海市横琴新区一幅创意文化产业及商业用地，地价5.23亿人民币（约6.6亿港元），并承诺对项目投资总额不少於30亿人民币（约37.82亿港元），双方将成立各占80%及20%项目公司共同发展，即合作将由项目公司於土地上拥有、承担及经营，目前预期将包括发展文化创意产业及商业相关项目。集團其後表示横琴項目總投資料達180億元人民幣（约218亿港元）面對沉重資金壓力。集團其后引入信達國際為項目第一期的股東
2014年4月27日麗新國際（0191）和麗新發展（0488）斥資7.9億元向蘇格蘭皇家銀行的子公司，收購一棟位於倫敦市中心EC3A 4AF Leadenhall Street 107-112 號總面積為約10.6萬平方呎的永久業權商業大廈
2014年4月29日市建局公布，麗新發展（00488）全資附屬公司運騰，中標馬頭角區新山道及炮杖街的住宅及商業發展項目，項目可建樓面面積中，住宅面積佔11萬3千多平方呎，涉及144伙。該項目已命名為喜築，預計2018年第四季落成。
2015年9月22日市建局公布，麗新發展（00488）全資附屬公司興運世紀，中標筲箕灣西灣河街的住宅及商業發展項目，項目可建樓面面積中，住宅面積佔5千6百多平方米，涉及120伙。
公司計劃於2020年轉型為收租股，屆時系內麗豐於中國的收租面積將由現時280萬方呎增至700萬方呎；麗展則將由現時200萬方呎增至240萬方呎。截至2021-2022年年報顯示，麗新集團的租務收益為12.4億港幣，集團所持有之物業組合之應佔建築面積約為900萬平方呎。集團於中國內地之所有主要物業均透過麗豐集團持有

## 財務、資產狀況
2021一22年報表显示，集團物業發展收益為16.8億港幣，集團2021一22年總收入約50億，租務收益、物業發展，為29億，佔集團收益約60%，從收益佔比上看，租務收益佔集團總收益比為25％，物業發展收益佔集團總收益比 33％，餐廳、食品業務收益為4.19億港幣，佔集團總收益比為8.5％，酒店業務收益為酒店業務6.5億港幣，業務佔集團總收益13％，物業投資應佔面積為900萬呎，從財務報表上看翻1倍，物業投資組合370億港幣，媒體及娛樂業務收益2.56億港幣，業務佔集團總收益約5.1％，電影及電視節目業務收益1.84億港幣，業務佔集團總收益約2.7％，戲院營運業務3.85億，佔集團總收益約7.8％，主題公園業務收益為1600萬，佔集團總收益約0.3％，同時集團總負債比率也達到八成

## 外部連結
- 麗新集團官方網址（页面存档备份，存于）

1. ↑   (PDF).   [2023-09-22]. （原始内容存档 (PDF)于2023-10-08）.
2. ↑  .   [2016-11-07]. （原始内容存档于2018-09-30）.
3. ↑  丽丰和丰德丽合作发展横琴项目 明复牌 （页面存档备份，存于），腾讯网。
4. ↑  .   [2016-06-27]. （原始内容存档于2016-03-13）.
5. ↑  .   [2016-01-27]. （原始内容存档于2016-02-02）.